# برج ساعت ازمیر
برج ساعت ازمیر (به لاتین: İzmir Clock Tower) یک برج ساعت در ترکیه است که در ازمیر واقع شده‌است. این برج در میدان کوناک در منطقه کوناک ازمیر واقع شده‌است و از جاذبه‌های اصلی گردشگری شهر به‌شمار می‌رود.

## تاریخچه
کامل پاشا فرماندار وقت ولایت آیدین، در ۱ اوت ۱۹۰۰ با افراد برجسته ازمیر نشستی برگزار کرد و تصمیم گرفته شد که یک برج ساعت به مناسبت بیست و پنجمین سالگرد به سلطنت رسیدن عبدالحمید دوم ساخته شود. برج ساعت توسط معمار فرانسوی لوانتین ریموند چارلز پره طراحی شده‌است. مراسم افتتاحیه برج در ۱ سپتامبر ۱۹۰۰ برگزار شد. این برج در اوت ۱۹۰۱ تکمیل شد و در ۱ سپتامبر ۱۹۰۱، بیست و پنجمین سالگرد به سلطنت رسیدن سلطان، رسماً گشایش یافت.
بخش بالایی برج در زلزله ۶٫۴ ریشتری در ۳۱ مارس ۱۹۲۸ و بار دیگر در زلزله ۵٫۲ ریشتری در ۱ فوریه ۱۹۷۴ ویران شد. در جریان اعتراضات به کودتای ۲۰۱۶ ترکیه، ساعت برج به سرقت رفت. این برج در سال ۲۰۱۹ تحت بازسازی قرار گرفت.